# Саїнчук Корнелій Ілліч
Корнелій Ілліч Саїнчук (* 27 листопада 1935 року в місті Чернівці (мікрорайон  Ленківці) — † 15 вересня 2013 року в місті Чернівці, похований у мікрорайоні Ленківці) — музикант, диригент,  краєзнавець, педагог, культурно-громадський діяч.

## Біографія
Корнелій Ілліч Саїнчук народився 27 листопада 1935 року в передмісті Чернівців Ленківцях (тепер це мікрорайон міста).

Трудову діяльність розпочав у 1951 році учнем слюсаря Чернівецького деревообробного комбінату.

В 1958 році вступив на навчання до  Чернівецького державного музичного училища по класу валторни, клас викладача Петрова І. К.

З 1962 року, після закінчення музичного училища, працюючи на посаді завуча, а пізніше директора  Новоселицької (Чернівецька область) музичної школи, зумів перетворити школу в численний і досвідчений педагогічний колектив з багатьма філіалами і класами, створив в Новоселиці перший в області дитячий симфонічний оркестр. Його учні успішно продовжили професійне навчання, ставши відомими музикантами і педагогами.

Продовжуючи навчання, К.Саїнчук у 1970 році закінчив  Львівську національну музичну академію імені Миколи Лисенка по класу валторни, клас викладача Прядкіна В. В.

У 1981 році його було призначено заступником, а з 1991 р. начальником  Чернівецького обласного управління культури.

За його участю і сприяння в  Чернівцях було відкрито зал органної та камерної музики, музей  Буковинської діаспори, декілька музичних шкіл, симфонічний оркестр та камерний хор при  обласній філармонії, духовий оркестр «Буковина» при обласному центрі народної творчості.

У колі митців. Зліва направо: заслужений діяч мистецтв України Кошман В.В, Саїнчук К. І., заслужений діяч мистецтв України Савчук О. В., народний художник України Холоменюк О. І., заслужений працівник культури України Казимірчук П.І (2007)

З духовим оркестром «Буковина», як художній керівник та головний диригент, провів багато виступів в селах Буковини та місті Чернівці.

Корнелій Ілліч Саїнчук разом з творчими колективами Буковини успішно представляв буковинське мистецтво у  Франції (1984),  Польщі (1992-1993), Австрії (1994), Румунії (1980-1989 — неодноразово) та  Молдові (1992).

К. І. Саїнчук є співзасновником обласного благодійного фонду ім. Назарія Яремчука, очолює асоціацію діячів духового мистецтва при Чернівецькому обласному відділенні  Всеукраїнської Національної музичної Спілки.

Під його авторством видано (2005) книжку «Сурми Буковини» — про історію духових оркестрів Чернівецької області, а до  600-ліття першої письмової згадки про Чернівці (2008) ґрунтовну книгу-дослідження історії заснування, розвитку та сучасного життя великого мікрорайону обласного центру, звідки починалось місто Чернівці — «Веселка над Прутом».

К. І. Саінчук підготував до друку ще декілька книг, активно публікується в часописах краю та України.

К. І. Саїнчук неодноразово обирався депутатом Чернівецької обласної ради.

## Друковані праці
- Сурми Буковини. З історії духових оркестрів Чернівецької області.- Чернівці: Золоті литаври, 2005.- 200 с.
- «Веселка над Прутом».- Видавництво «Золоті Литаври», Чернівці, 2008 р.- 240 с.
- «Історія музичної освіти Буковини».- Золоті Литаври, Чернівці, 2011.- 360 с.
- «Відомі музиканти — виконавці Буковини».- Чернівці: Золоті Литаври, 2012.- 253 с.(в друці).

## Нагороди
- Медаль «За трудову доблесть» (1986);
- Відмінник освіти України (2005);
- Літературно-мистецька премія імені Сидора Воробкевича (2005);
- Орден „Буковина"[1] (2005);
- Медаль «На славу Чернівців» (2008).